# Championnats d'Océanie de cyclisme sur piste 2024
Navigation
Championnats d'Océanie 2023 Championnats d'Océanie 2025
Les Championnats d'Océanie de cyclisme sur piste 2024 se déroulent du 14 au 18 février 2024 sur le vélodrome de Cambridge en Nouvelle-Zélande.
Des épreuves réservées aux coureurs juniors (moins de 19 ans) sont également au programme.

## Résultats des championnats élites

### Épreuves masculines
| Épreuves               | Or                                                                                  | Argent                                                                     | Bronze                                                                          |
| ---------------------- | ----------------------------------------------------------------------------------- | -------------------------------------------------------------------------- | ------------------------------------------------------------------------------- |
| Kilomètre              | Thomas Cornish (AUS)                                                                | Byron Davies (AUS)                                                         | Nick Kergozou (NZL)                                                             |
| Keirin                 | Matthew Richardson (AUS)                                                            | Thomas Cornish (AUS)                                                       | Sam Dakin (NZL)                                                                 |
| Vitesse individuelle   | Matthew Richardson (AUS)                                                            | Leigh Hoffman (AUS)                                                        | Ryan Elliott (AUS)                                                              |
| Vitesse par équipes    | Australie 1- Daniel Barber - Byron Davies - Ryan Elliott                            | Te Awamutu Sports Cycling- Liam Cavanagh - Jaxson Russell - Patrick Clancy | Australie 2- Finn Carpenter - Sam Gallacher - Maxwell Liebknecht                |
| Poursuite individuelle | Aaron Gate (NZL)                                                                    | Marshall Erwood (NZL)                                                      | John Carter (AUS)                                                               |
| Poursuite par équipes  | Nouvelle-Zélande- Daniel Bridgwater - Keegan Hornblow - George Jackson - Tom Sexton | Australie- John Carter - Graeme Frislie - Conor Leahy - Liam Walsh         | Development 1- Kyle Aitken - Marshall Erwood - Nick Kergozou - Bailey O'Donnell |
| Course aux points      | Aaron Gate (NZL)                                                                    | George Jackson (NZL)                                                       | Keegan Hornblow (NZL)                                                           |
| Course à l'américaine  | Nouvelle-Zélande- Aaron Gate - Tom Sexton                                           | Burgos- George Jackson - Bailey O'Donnell                                  | Couplands- Joe Douglas - Keegan Hornblow                                        |
| Course scratch         | Kelland O'Brien (AUS)                                                               | George Jackson (NZL)                                                       | Marshall Erwood (NZL)                                                           |
| Omnium                 | Aaron Gate (NZL)                                                                    | Graeme Frislie (AUS)                                                       | Marshall Erwood (NZL)                                                           |
| Course à l'élimination | Aaron Gate (NZL)                                                                    | Graeme Frislie (AUS)                                                       | Joel Douglas (NZL)                                                              |

### Épreuves féminines
| Épreuves               | Or                                                                                   | Argent                                                              | Bronze                                                                      |
| ---------------------- | ------------------------------------------------------------------------------------ | ------------------------------------------------------------------- | --------------------------------------------------------------------------- |
| 500 mètres             | Kristina Clonan (AUS)                                                                | Shaane Fulton (NZL)                                                 | Alessia McCaig (AUS)                                                        |
| Keirin                 | Kristina Clonan (AUS)                                                                | Alessia McCaig (AUS)                                                | Deneaka Blinco (AUS)                                                        |
| Vitesse individuelle   | Kristina Clonan (AUS)                                                                | Shaane Fulton (NZL)                                                 | Alessia McCaig (AUS)                                                        |
| Vitesse par équipes    | Australie 1- Alessia McCaig - Molly McGill - Kalinda Robinson                        | Nouvelle-Zélande- Sophie De Vries - Shaane Fulton - Rebecca Petch   | Disqualifié                                                                 |
| Poursuite individuelle | Bryony Botha (NZL)                                                                   | Emily Shearman (NZL)                                                | Nicole Shields (NZL)                                                        |
| Poursuite par équipes  | Nouvelle-Zélande- Bryony Botha - Michaela Drummond - Emily Shearman - Ally Wollaston | Australie- Sally Carter - Claudia Marckx - Sophie Marr - Keira Will | Captain Marvel- Hannah Bayard - Belle Judd - Georgia Simpson - Bee Townsend |
| Course aux points      | Ally Wollaston (NZL)                                                                 | Michaela Drummond (NZL)                                             | Emily Shearman (NZL)                                                        |
| Course à l'américaine  | NZ Champions League- Bryony Botha - Michaela Drummond                                | Velobike- Samantha Donnelly - Ally Wollaston                        | Australie- Claudia Marckx - Keira Will                                      |
| Course scratch         | Ally Wollaston (NZL)                                                                 | Emily Shearman (NZL)                                                | Sally Carter (AUS)                                                          |
| Omnium                 | Ally Wollaston (NZL)                                                                 | Bryony Botha (NZL)                                                  | Emily Shearman (NZL)                                                        |
| Course à l'élimination | Ally Wollaston (NZL)                                                                 | Bryony Botha (NZL)                                                  | Keira Will (AUS)                                                            |

## Tableaux des médailles
| Rang  | Nation           | Or | Argent | Bronze | Total |
| ----- | ---------------- | -- | ------ | ------ | ----- |
| 1     | Nouvelle-Zélande | 13 | 14     | 12     | 39    |
| 2     | Australie        | 9  | 8      | 9      | 26    |
| Total | Total            | 22 | 22     | 21     | 65    |